# Geranium
|  | Aquest article tracta sobre el gènere científicament anomenat així. Vegeu-ne altres significats a «Pelargonium». |

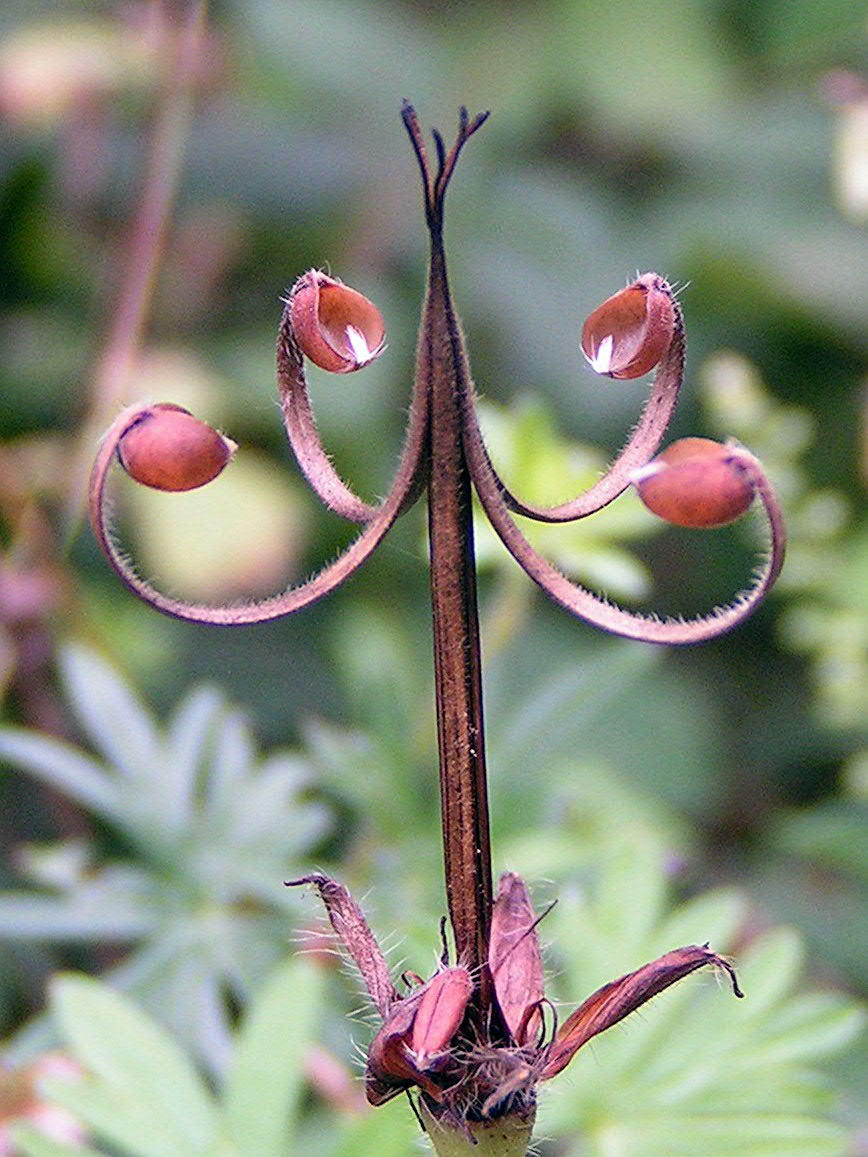
En el gènere Gerànium (com en aquest G. pratense) els mericarpis es comencen a separar de l'eix per la part inferior i es cargolen formant una espiral, a diferència del proper gènere Erodium, en què es comencen a separar per la part superior i es caragolen formant una hèlix

Geranium és un gènere de plantes angiospermes de la família de les geraniàcies.
Són plantes anuals, biennals o perennes que són originàries de les regions de clima temperat i de les muntanyes dels tròpics, però la majoria són originàries de la part est de la conca del Mediterrani. 16 espècies són autòctones dels Països Catalans.
L'espècie Geranium viscosissimum es considera que és protocarnívora, un tipus inicial que portaria per evolució a la planta carnívora.
Algunes espècies del gènere Geranium igual que algunes del gènere Pelargonium es cultiven com a plantes de jardineria o com a plantes medicinals.
Els geranis de jardí comuns pertanyen al gènere Pelargonium, malgrat llur nom.

## Taxonomia
Aquest gènere va ser publicat per primer cop l'any 1753 a l'obra Species Plantarum de Carl von Linné (1707-1778).

### Espècies
Dins d'aquest gènere es reconeixen les següents 358 espècies:
- Geranium aculeolatum Oliv.
- Geranium aedonianum Hurrah & V.Wagh
- Geranium aequale (Bab.) Aedo
- Geranium affine Ledeb.
- Geranium albanum M.Bieb.
- Geranium albicans A.St.-Hil.
- Geranium albiflorum Ledeb.
- Geranium alboroseum Bomble
- Geranium alonsoi Aedo
- Geranium alpicola Loes.
- Geranium amatolicum Hilliard & B.L.Burtt
- Geranium andicola Loes.
- Geranium andringitrense H.Perrier
- Geranium angustipetalum Hilliard & B.L.Burtt
- Geranium antisanae R.Knuth
- Geranium antrorsum Carolin
- Geranium arabicum Forssk.
- Geranium arachnoideum A.St.-Hil.
- Geranium arboreum A.Gray
- Geranium ardjunense Zoll. & Moritzi
- Geranium argenteum L.
- Geranium aristatum Freyn & Sint.
- Geranium arnottianum Steud.
- Geranium asiaticum Serg.
- Geranium asphodeloides Burm.f.
- Geranium atlanticum Boiss.
- Geranium ayacuchense R.Knuth
- Geranium ayavacense Willd. ex Kunth
- Geranium azorelloides Sandwith
- Geranium balgooyi Veldkamp
- Geranium baschkyzylsaicum Nabiev
- Geranium baurianum R.Knuth
- Geranium bellum Rose
- Geranium bequaertii De Wild.
- Geranium berteroanum Colla
- Geranium bicknellii Britton
- Geranium biuncinatum Kokwaro
- Geranium bohemicum L.
- Geranium brasiliense Progel
- Geranium brevicaule Hook.
- Geranium brevipes Hutch. & Dalziel
- Geranium brutium Gasp.
- Geranium brycei N.E.Br.
- Geranium caeruleatum Schur
- Geranium caespitosum E.James
- Geranium caffrum Eckl. & Zeyh.
- Geranium californicum G.N.Jones & F.F.Jones
- Geranium camaense C.C.Huang
- Geranium campanulatum Paray
- Geranium campii H.E.Moore
- Geranium canescens L'Hér.
- Geranium canopurpureum P.F.Yeo
- Geranium carolinianum L.
- Geranium castroviejoi Aedo
- Geranium cataractarum Coss.
- Geranium cazorlense Heywood
- Geranium charucanum Standl.
- Geranium chilloense Willd. ex Kunth
- Geranium christensenianum Hand.-Mazz.
- Geranium cinereum Cav.
- Geranium clarkei P.F.Yeo
- Geranium clemensiae R.Knuth
- Geranium collinum Stephan ex Willd.
- Geranium columbinum L.
- Geranium comarapense R.Knuth
- Geranium contortum Eckl. & Zeyh.
- Geranium core-core Steud.
- Geranium costaricense H.E.Moore
- Geranium crassipes Hook. ex A.Gray
- Geranium crenatifolium H.E.Moore
- Geranium crenophilum Boiss.
- Geranium cruceroense R.Knuth
- Geranium cuneatum Hook.
- Geranium dahuricum DC.
- Geranium dalmaticum (Beck) Rech.f.
- Geranium delavayi Franch.
- Geranium deltoideum Rydb.
- Geranium diffusum Kunth
- Geranium digitatum R.Knuth
- Geranium discolor Hilliard & B.L.Burtt
- Geranium dissectum L.
- Geranium divaricatum Ehrh.
- Geranium dodecatheoides P.J.Alexander & Aedo
- Geranium dolomiticum Rothm.
- Geranium donianum Sweet
- Geranium drakensbergense Hilliard & B.L.Burtt
- Geranium dregei Hilliard & B.L.Burtt
- Geranium durangense H.E.Moore
- Geranium ecuadoriense Hieron.
- Geranium editum Veldkamp
- Geranium elamellatum Kokwaro
- Geranium endressii J.Gay
- Geranium erianthum DC.
- Geranium exallum H.E.Moore
- Geranium exellii J.R.Laundon
- Geranium fallax Steud.
- Geranium farreri Stapf
- Geranium favosum Hochst. ex A.Rich.
- Geranium finitimum Woronow
- Geranium flanaganii Schltr. ex R.Knuth
- Geranium foreroi Aedo
- Geranium franchetii R.Knuth
- Geranium frigidurbis Moerman
- Geranium gentryi H.E.Moore
- Geranium glaberrimum Boiss. & Heldr.
- Geranium glanduligerum R.Knuth
- Geranium goldmanii Rose ex Hanks & Small
- Geranium gracile Ledeb. ex Nordm.
- Geranium grande (Carolin) Aedo
- Geranium grandistipulatum Hilliard & B.L.Burtt
- Geranium gymnocaulon DC.
- Geranium hanaense A.C.Medeiros & H.St.John
- Geranium harveyi Briq.
- Geranium hayatanum Ohwi
- Geranium hernandesii Moc. & Sessé ex DC.
- Geranium hillebrandii Aedo & Muñoz Garm.
- Geranium himalayense Klotzsch
- Geranium hintonii H.E.Moore
- Geranium hispidissimum (Franch.) R.Knuth
- Geranium holosericeum Willd. ex Spreng.
- Geranium homeanum Turcz.
- Geranium humboldtii Spreng.
- Geranium hyperacrion Veldkamp
- Geranium hystricinum H.E.Moore
- Geranium ibericum Cav.
- Geranium igoschinae Troschkina
- Geranium incanum Burm.f.
- Geranium jaekelae J.F.Macbr.
- Geranium jahnii Standl.
- Geranium jainii Hurrah & V.Wagh
- Geranium jaramilloi Aedo
- Geranium kalenderianum İlçim & Behçet
- Geranium kashmirianum B.L.Sapru & S.K.Raina
- Geranium kauaiense (Rock) H.St.John
- Geranium kikianum Kit Tan & Vold
- Geranium kilimandscharicum Engl.
- Geranium killipii R.Knuth
- Geranium kishtvariense R.Knuth
- Geranium knuthii Nakai
- Geranium koreanum Kom.
- Geranium kotschyi Boiss.
- Geranium krameri Franch. & Sav.
- Geranium krylovii Tzvelev
- Geranium kurdicum Bornm.
- Geranium laetum Ledeb.
- Geranium lahulense V.Wagh & Hurrah
- Geranium lainzii Aedo
- Geranium lamberti Sweet
- Geranium lanuginosum Lam.
- Geranium lasiocaulon Nakai
- Geranium lasiopus Boiss. & Heldr.
- Geranium latilobum H.E.Moore
- Geranium latum Small
- Geranium laxicaule R.Knuth
- Geranium lazicum (Woronow) Aedo
- Geranium lechleri R.Knuth
- Geranium lentum Wooton & Standl.
- Geranium leptodactylon Veldkamp
- Geranium leucanthum Griseb.
- Geranium libani P.H.Davis
- Geranium libanoticum Schenk
- Geranium lignosum R.Knuth
- Geranium lilacinum R.Knuth
- Geranium limae R.Knuth
- Geranium lindenianum Turcz.
- Geranium linearilobum DC.
- Geranium loxense Halfd.-Niels.
- Geranium lozanoi Rose
- Geranium lucarinii Venanzoni & Wagens.
- Geranium lucidum L.
- Geranium macbridei Aedo
- Geranium macrorrhizum L.
- Geranium macrostylum Boiss.
- Geranium maculatum L.
- Geranium maderense Yeo
- Geranium madrense Rose
- Geranium magellanicum Hook.f.
- Geranium magniflorum R.Knuth
- Geranium makmelicum Aedo
- Geranium malviflorum Boiss. & Reut.
- Geranium malyschevii Troschkina
- Geranium maniculatum H.E.Moore
- Geranium mascatense Boiss.
- Geranium matucanense R.Knuth
- Geranium maximowiczii Regel & Maack
- Geranium meridense Pittier
- Geranium mexicanum Kunth
- Geranium mlanjense J.R.Laundon
- Geranium molle L.
- Geranium monanthum Small
- Geranium monticola Ridl.
- Geranium mooreanum Aedo
- Geranium moupinense Franch.
- Geranium multiceps Turcz.
- Geranium multiflorum A.Gray
- Geranium multipartitum Benth.
- Geranium multisectum N.E.Br.
- Geranium mutisii Aedo
- Geranium nakaoanum H.Hara
- Geranium nanum Coss. ex Batt.
- Geranium napuligerum Franch.
- Geranium natalense Hilliard & B.L.Burtt
- Geranium neglectum Carolin
- Geranium nepalense Sweet
- Geranium niuginiense Veldkamp
- Geranium nivale R.Knuth
- Geranium niveum S.Watson
- Geranium nodosum L.
- Geranium nuristanicum Schönb.-Tem.
- Geranium nyassense R.Knuth
- Geranium oaxacanum H.E.Moore
- Geranium obtusisepalum Carolin
- Geranium ocellatum Jacquem. ex Cambess.
- Geranium oreganum Howell
- Geranium ornithopodioides Hilliard & B.L.Burtt
- Geranium ornithopodum Eckl. & Zeyh.
- Geranium palmatipartitum (Hausskn. ex R.Knuth) Aedo
- Geranium palmatum Cav.
- Geranium paludosum R.Knuth
- Geranium palustre L.
- Geranium pamiricum Ikonn.
- Geranium papuanum Ridl.
- Geranium paramicola R.Knuth
- Geranium parodii I.M.Johnst.
- Geranium pavonianum Briq.
- Geranium peloponesiacum Boiss.
- Geranium persicum Schönb.-Tem.
- Geranium peruvianum Hieron.
- Geranium petri-davisii Aedo
- Geranium phaeum L.
- Geranium pilgerianum R.Knuth
- Geranium pissjaukovae Tsyren.
- Geranium planum Halloy
- Geranium platyanthum Duthie
- Geranium platypetalum Fisch. & C.A.Mey.
- Geranium platyrenifolium Z.M.Tan
- Geranium pogonanthum Franch.
- Geranium polyanthes Edgew. & Hook.f.
- Geranium ponticum (P.H.Davis & J.Roberts) Aedo
- Geranium potentillifolium DC.
- Geranium potentilloides L'Hér. ex DC.
- Geranium potosinum H.E.Moore
- Geranium pratense L.
- Geranium pringlei Rose
- Geranium probatovae Tsyren.
- Geranium procurrens Yeo
- Geranium pseudodiffusum Aedo
- Geranium pseudosibiricum J.Mayer
- Geranium psilostemon Ledeb.
- Geranium pulchrum N.E.Br.
- Geranium purpureum Vill.
- Geranium pusillum L.
- Geranium pylzowianum Maxim.
- Geranium pyrenaicum Burm.f.
- Geranium raimondii R.Knuth
- Geranium rectum Trautv.
- Geranium reflexum L.
- Geranium refractum Edgew. & Hook.f.
- Geranium reinii Franch. & Sav.
- Geranium renardii Trautv.
- Geranium renifolium Hieron.
- Geranium reptans R.Knuth
- Geranium retrorsum L'Hér. ex DC.
- Geranium reuteri Aedo & Muñoz Garm.
- Geranium rhomboidale H.E.Moore
- Geranium richardsonii Fisch. & Trautv.
- Geranium rivulare Vill.
- Geranium robertianum L.
- Geranium robustum Kuntze
- Geranium rosthornii R.Knuth
- Geranium rotundifolium L.
- Geranium rubifolium Lindl.
- Geranium rubricum Heenan & Courtney
- Geranium ruizii Hieron.
- Geranium rupicola Wedd.
- Geranium ruprechtii (Woronow) Grossh.
- Geranium sagasteguii Aedo
- Geranium sanguineum L.
- Geranium santanderiense R.Knuth
- Geranium saxatile Kar. & Kir.
- Geranium schiedeanum Schltdl.
- Geranium schlechteri R.Knuth
- Geranium schrenkianum Trautv. ex A.K.Becker
- Geranium schultzei R.Knuth
- Geranium scullyi R.Knuth
- Geranium sebosum S.F.Blake
- Geranium seemannii Peyr.
- Geranium sergievskajae (Peschkova) Troshkina
- Geranium sericeum Willd. ex Spreng.
- Geranium sessiliflorum Cav.
- Geranium shensianum R.Knuth
- Geranium shikokianum Matsum.
- Geranium sibbaldioides Benth.
- Geranium sibiricum L.
- Geranium simense Hochst. ex A.Rich.
- Geranium sinense R.Knuth
- Geranium sintenisii Freyn
- Geranium skottsbergii R.Knuth
- Geranium smithianum R.Knuth
- Geranium soboliferum Kom.
- Geranium socolateum Heenan & Molloy
- Geranium solanderi Carolin
- Geranium solitarium Z.M.Tan
- Geranium sophiae Fed.
- Geranium soratae R.Knuth
- Geranium sparsiflorum R.Knuth
- Geranium stoloniferum Standl.
- Geranium stramineum Triana & Planch.
- Geranium strictipes R.Knuth
- Geranium stuebelii Hieron.
- Geranium subacutum (Boiss.) Aedo
- Geranium subargenteum Lange
- Geranium subcaulescens L'Hér. ex DC.
- Geranium subglabrum Hilliard & B.L.Burtt
- Geranium subnudicaule Turcz.
- Geranium suzukii Masam.
- Geranium swatense Schönb.-Tem.
- Geranium sylvaticum L.
- Geranium tablasense R.Knuth
- Geranium tenue Hanks
- Geranium terminale Z.M.Tan
- Geranium texanum (Trel.) A.Heller
- Geranium thessalum Franzén
- Geranium thunbergii Siebold & Zucc.
- Geranium tovarii Aedo
- Geranium traversii Hook.f.
- Geranium trilophum Boiss.
- Geranium tripartitum R.Knuth
- Geranium trolliifolium Small
- Geranium trujillense Aedo
- Geranium tuberaria Cambess.
- Geranium tuberosum L.
- Geranium umbelliforme Franch.
- Geranium unguiculatum H.E.Moore
- Geranium uralense Kuvaev
- Geranium urbanum Bomble
- Geranium ussuriense Tsyren.
- Geranium vagans Baker
- Geranium velutinum Turcz.
- Geranium venturianum R.Knuth
- Geranium versicolor L.
- Geranium viscosissimum Fisch. & C.A.Mey.
- Geranium wakkerstroomianum R.Knuth
- Geranium wallichianum D.Don ex Sweet
- Geranium wardii Yeo
- Geranium weddellii Briq.
- Geranium whartonianum Veldkamp
- Geranium wilfordii Maxim.
- Geranium wilhelminae Veldkamp
- Geranium wislizeni S.Watson
- Geranium wlassovianum Fisch. ex Link
- Geranium xinjiangense Chang Y.Yang
- Geranium yaanense Z.M.Tan
- Geranium yemense Deflers
- Geranium yeoi Aedo & Muñoz Garm.
- Geranium yesoense Franch. & Sav.
- Geranium yoshinoi Makino ex Nakai
- Geranium yunnanense Franch.

## Conreu
Algunes espècies són cultivades com a plantes ornamentals o per a usos farmacèutics, com ara:
- Geranium cinereum
- Geranium clarkei
- Geranium dalmaticum
- Geranium endressii
- Geranium himalayense
- Geranium ibericum
- Geranium macrorrhizum
- Geranium maculatum
- Geranium x magnificum
- Geranium phaeum
- Geranium platypetalum
- Geranium pratense
- Geranium psilostemon
- Geranium sanguineum
- Geranium sylvaticum

Les espècies esmentades són perennes i resistents al fred i creixen en terres riques en humus. Altres espècies perennes cultivades també per les seves fulles i flors inclouen: G. argenteum, G. eriostemon, G. farreri, G. nodosum, G. procurrens, G. pylzowianum, G. renardii, G. traversii, G. tuberosum, G. versicolor, G. wallichianum i G. wlassovianum. Geranium x. 'Johnson's Blue' és un híbrid entre G. himalayense i G. pratense.

## Galeria

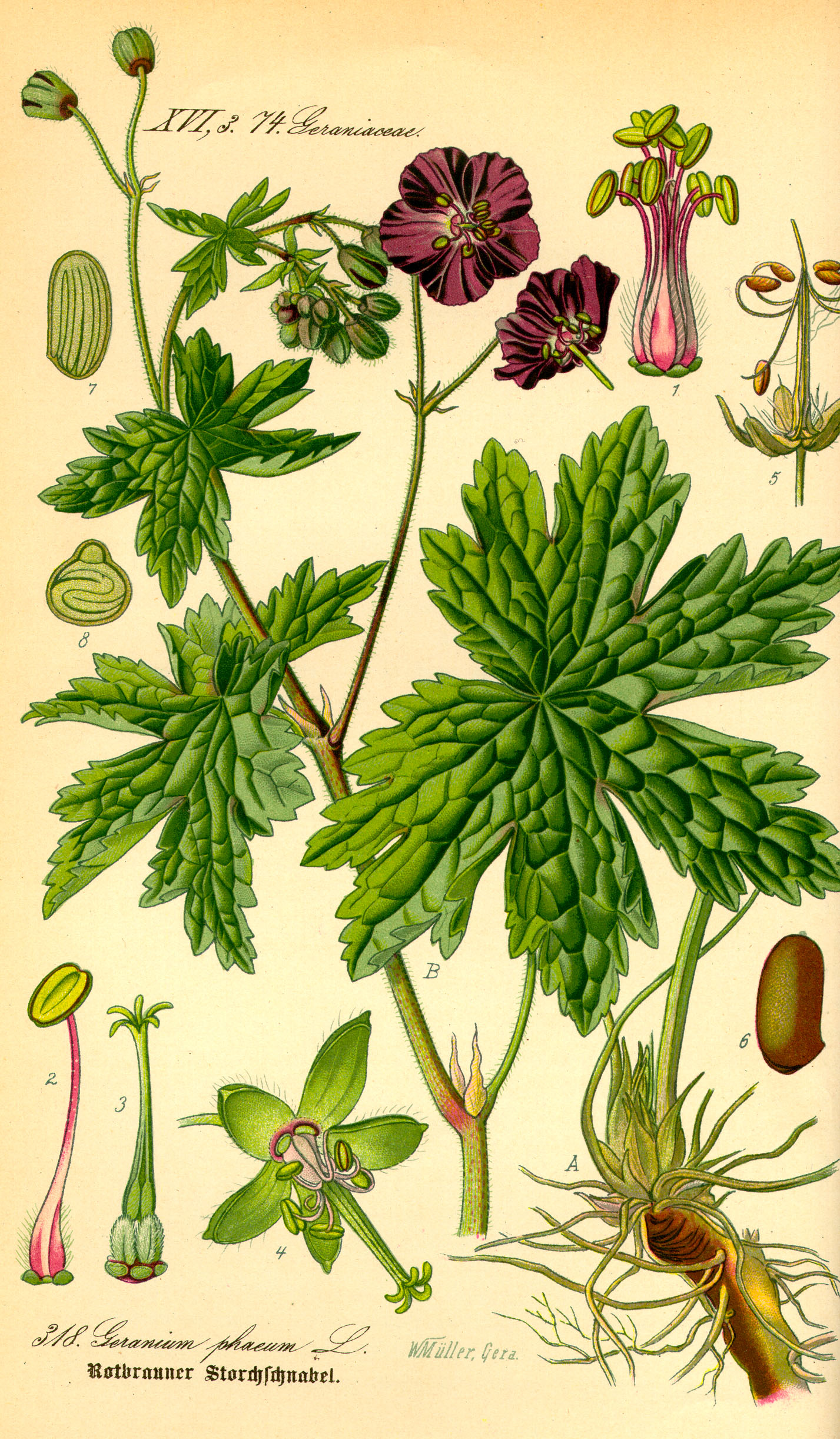
Geranium phaeum - de Thomé Flora von Deutschland, Österreich und der Schweiz 1885
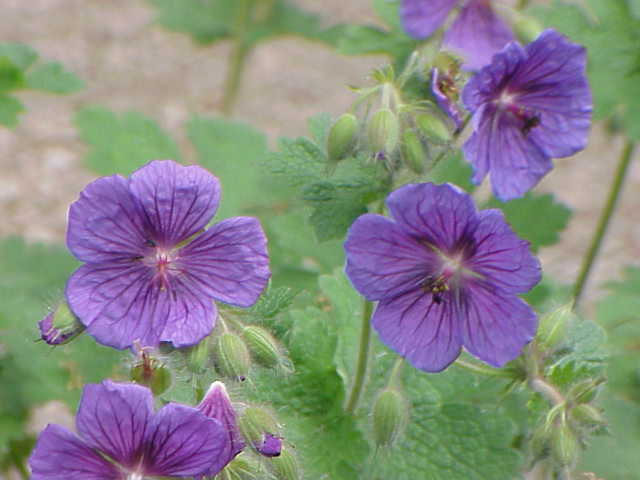
Geranium platypetalum
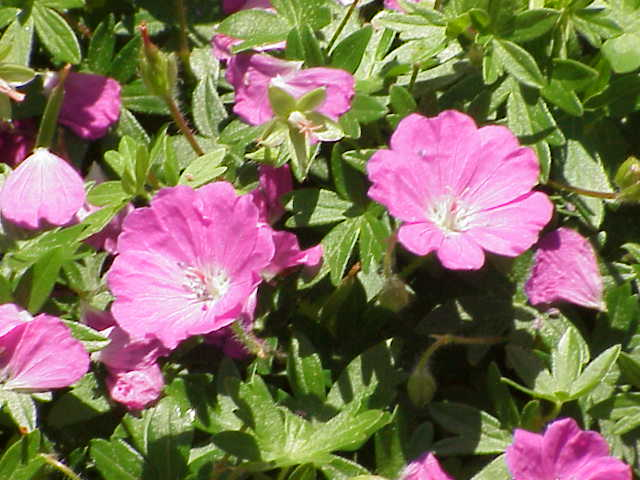
Geranium sanguineum
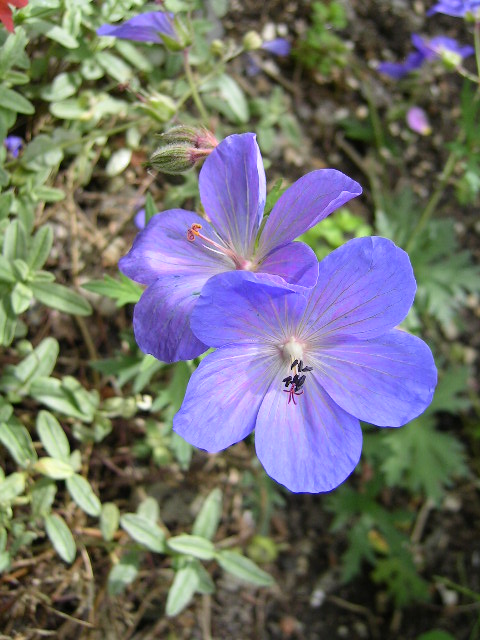
Johnson's Blue, híbrid de jardí de Geranium pratense
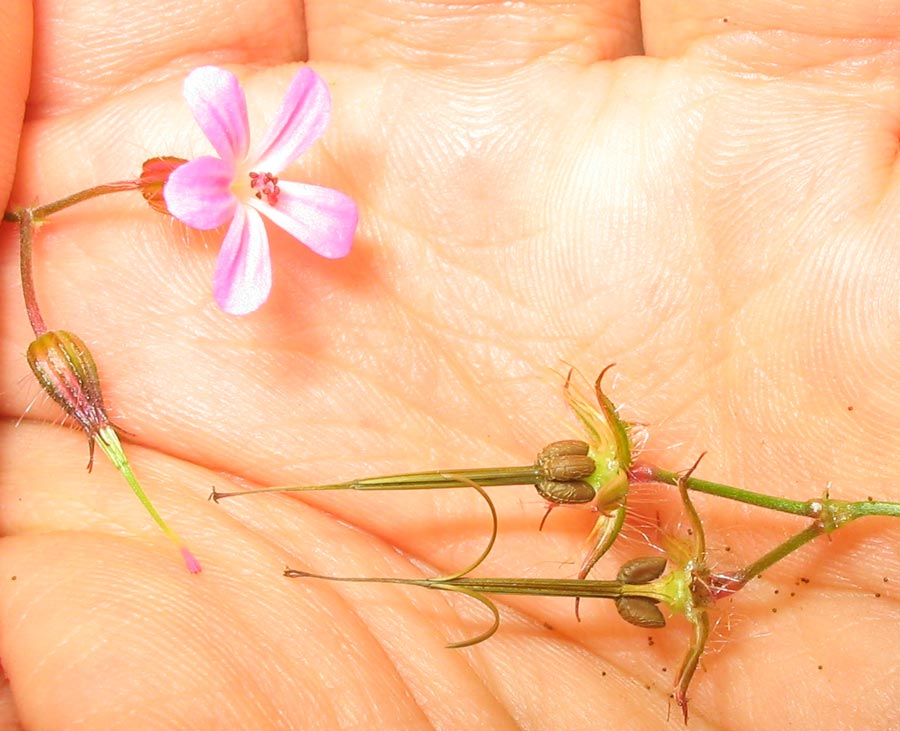
Flor i capítol de (Geranium robertianum)
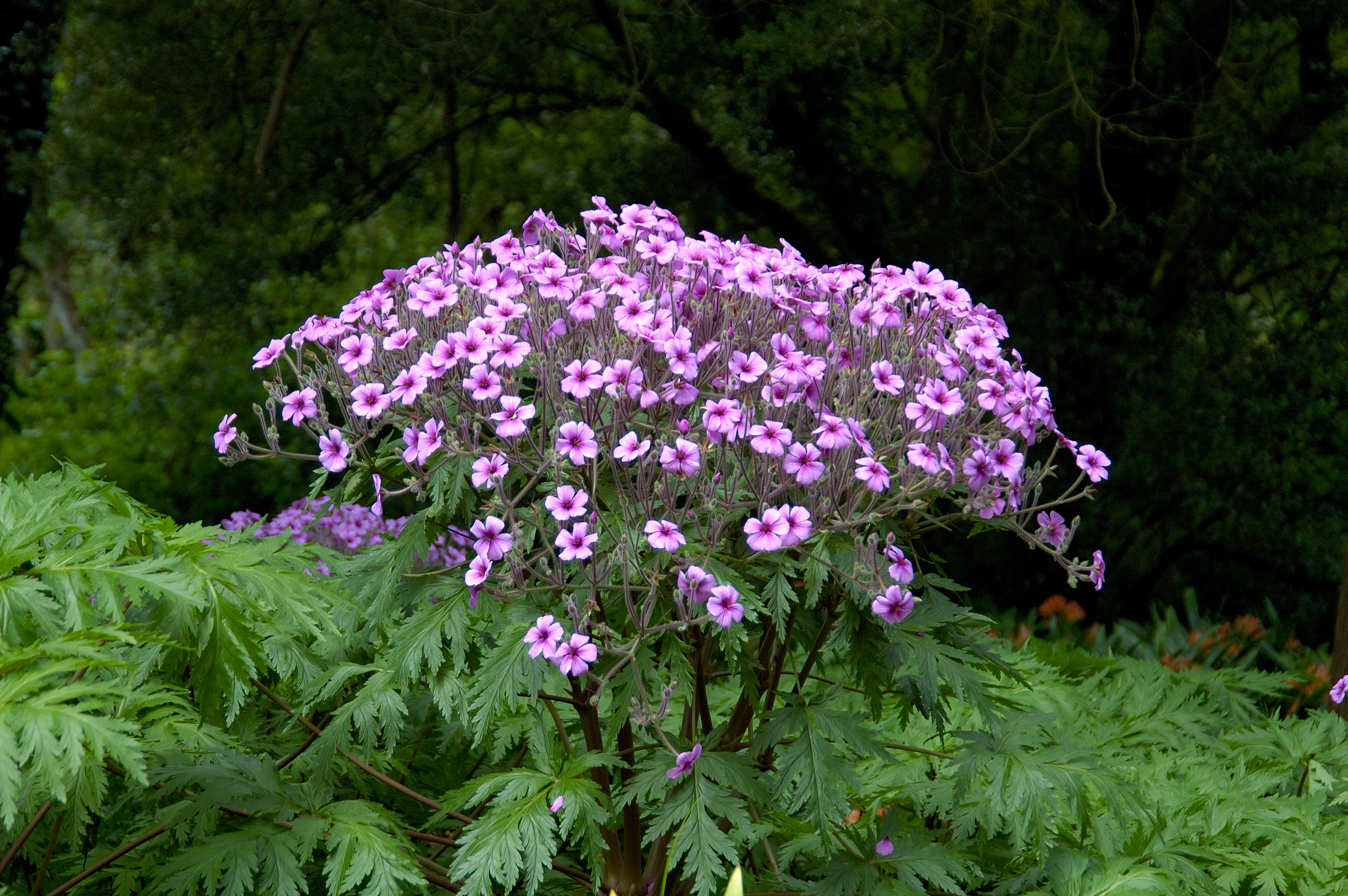
Geranium maderense
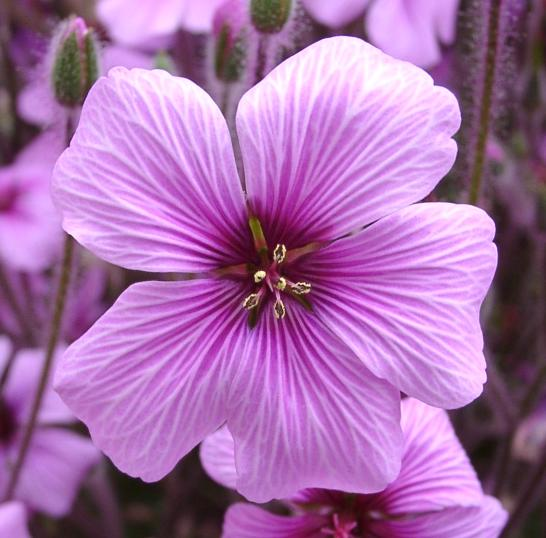
Geranium maderense
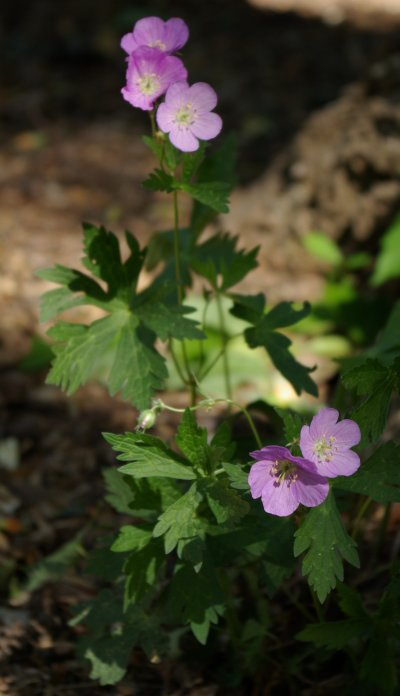
Geranium maculatum